# Gabardine

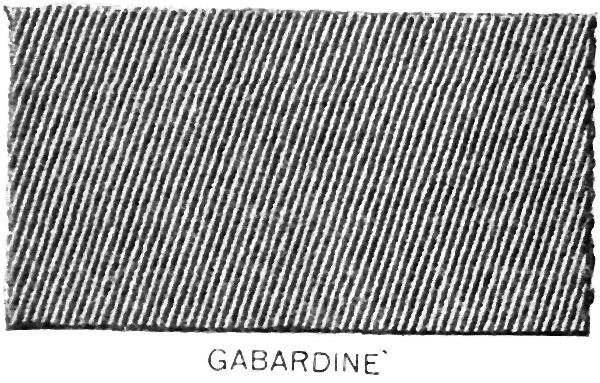
Gabardinemuster

Gabardine ist ein Kammgarngewebe mit ausgeprägtem, steilem Köper-Grat durch Diagonalbindungen (Steil-, Rippen-, Schnurköper) in dichterer Ketteinstellung (unrund).
Verwendet werden reinwollene Kammgarne, Viskosekammgarne, Kammgarnkette und Streichgarnschuss, Mischgarne aus Wolle und Kunstfasern, Halbwolle, Baumwolle und Beiderwand. Die meistens kahlappretierten Gewebe werden zu Mänteln (meistens imprägniert), Anzügen, Sporthosen und Kleidern verarbeitet.
Eine Gabardine mit breiten Köpergraten wird als Whipcord bezeichnet.